# Varossieau Suriname
Varossieau Suriname NV is sinds 1959 een Surinaamse verfproducent. Het bedrijf is een dochteronderneming van PPG Industries en heeft aandelen uitstaan op de Suriname Stock Exchange.

## Geschiedenis
Tijdens zijn vierde bezoek nam directeur Albert van Wersch van Varossieau & Cie uit Alphen aan den Rijn in maart 1959 het besluit om een verffabriek in Suriname te bouwen. Zijn doel was om het merk Histor in Suriname te produceren en van daaruit het Caribisch gebied te bedienen. De kwaliteitsborging werd ingericht door samenwerking met het laboratorium in Nederland. Voor de financiering werd in Suriname 125.000 Surinaamse gulden aan aandelen uitgegeven. Vervolgens werd een fabriek gebouwd en onder meer een blikmachine uit Nederland ingevoerd. Het bedrijf werd gestart op 17 september 1959 en op 1 oktober 1959 officieel geopend door minister Paul van Philips van Economische Zaken.
In 1960 volgde nog een extra aandelenemissie waarop tijdens de aandelenvergadering vrijwel het volledig benodigde bedrag van 100.000 gulden werd opgehaald. Met deze emissie werd het uitstaande aandelenkapitaal bijna verdubbeld. De meerderheid van de aandelen van deze fabriek bleef in handen van Varossieau in Nederland. In 1966 werd een nieuwe fabriek geopend in bijzijn van minister Harry Radhakishun en gouverneur Henry Lucien de Vries. In 1979, enkele jaren na de Surinaamse onafhankelijkheid, trad voor het eerst een volledig Surinaamse directie aan.
Varossieau & Cie, en daarmee ook Varossieau Suriname, ging in de loop van de jaren meerdere keren over in een grotere onderneming. In 1970 vond een fusie plaats met de Vettewinkel, waaruit International Coating Materials (ICM) voortkwam. Deze werd een jaar later overgenomen door de Belgische oliemaatschappij Petrofina die de naam van ICM wijzigde in Sigma Coatings. Petrofina werd in 1999 overgenomen door het Franse Total en met de fusie met de verfproducent Kalon van Total ontstond SigmaKalon. In 2003 werd SigmaKalon verzelfstandigd en in 2008 overgenomen door het Amerikaanse PPG Industries. De naam Varossieau Suriname NV is in al deze jaren blijven bestaan. Het bedrijf staat genoteerd aan de Suriname Stock Exchange.
Assuria · Consolidated Industries Corporation · Elgawa · Hakrinbank · Self Reliance · Staatsolie · De Surinaamsche Bank · Surinaamse Brouwerij · Torarica Group · Varossieau · Verenigde Surinaamse Holdingmij · VSH Foods